# 比斯莱特体育场
比斯莱特体育场是一座位於挪威奧斯陸比斯莱特街区的綜合體育場。比斯莱特体育场是挪威在國際上最知名的體育場，因為有15項世界競速滑冰紀錄和50項世界田徑紀錄在此達成。體育場於2004年拆毀，2005年夏天新體育場完工。

## 外部連結
- 官方网站 （挪威文）

59°55′29″N 10°44′0″E / 59.92472°N 10.73333°E